# Rapilly
Rapilly – miejscowość i gmina we Francji, w regionie Normandia, w departamencie Calvados.
Według danych na rok 1990 gminę zamieszkiwało 46 osób, a gęstość zaludnienia wynosiła 11 osób/km² (wśród 1815 gmin Dolnej Normandii Rapilly plasuje się na 839. miejscu pod względem liczby ludności, natomiast pod względem powierzchni na miejscu 952.).